# 오아시스 홍콩 항공
오아시스 홍콩 항공(영어: Oasis Hong Kong Airlines)은 홍콩 최초의 장거리 국제선 전문 저비용 항공사로 캐세이패시픽 항공과 드래곤에어, 홍콩 익스프레스, 홍콩 항공, 화물 항공사인 에어홍콩과 함께 홍콩의 6대 항공사에 속했다. 당시 취항했던 노선은 영국의 런던 개트윅 국제공항과 캐나다 밴쿠버 국제공항 등 2개 도시만 운항했다. 당시 허브 공항은 홍콩 국제공항이 있다.

## 역사
오아시스 홍콩 항공은 홍콩의 홍콩 첵랍콕 국제공항을 허브 공항이며 주로 유럽과 북아메리카를 운항했으며 또한 1~2회 정도를 통해 연결하는 홍콩 최초의 장거리 국제선 전문 저비용 항공사로 2005년 2월 설립해 홍콩 정부에 의해 승인되었다. 당시 싱가포르 항공과 전일본공수가 사용하고 있던 보잉 747-400 항공기를 도입해 최초로 홍콩 국제공항에서 런던 개트윅 국제공항을 취항했다. 취항 기념 요금으로 홍콩에서 런던간 편도 이코노미 클래스를 판매했다. 그와 동시에 비즈니스 클래스가 제공되었다. 2006년 10월 26일 홍콩발 런던행 국제선 노선에 처음 취항을 했고 이후에 밴쿠버 국제선 노선을 취항했다. 지금까지 저비용 항공사의 비즈니스 모델과 달리 장거리 게다가 대형 항공기로 운항하는 스타일을 취했다. 성공 여부에 따라 새로운 비즈니스 모델을 연다는에서 성공 여부에 주목하고 있었다. 하지만 유가 상승에 저렴한 요금으로 채산이 빠짐과 동시에 세계 경제 상황의 악화로 국제선 여객 수의 감소의 영향과 2008년에 경영 상황이 급격히 악화 되면서 2008년 4월 9일에 운항이 중단되었다.

## 사진

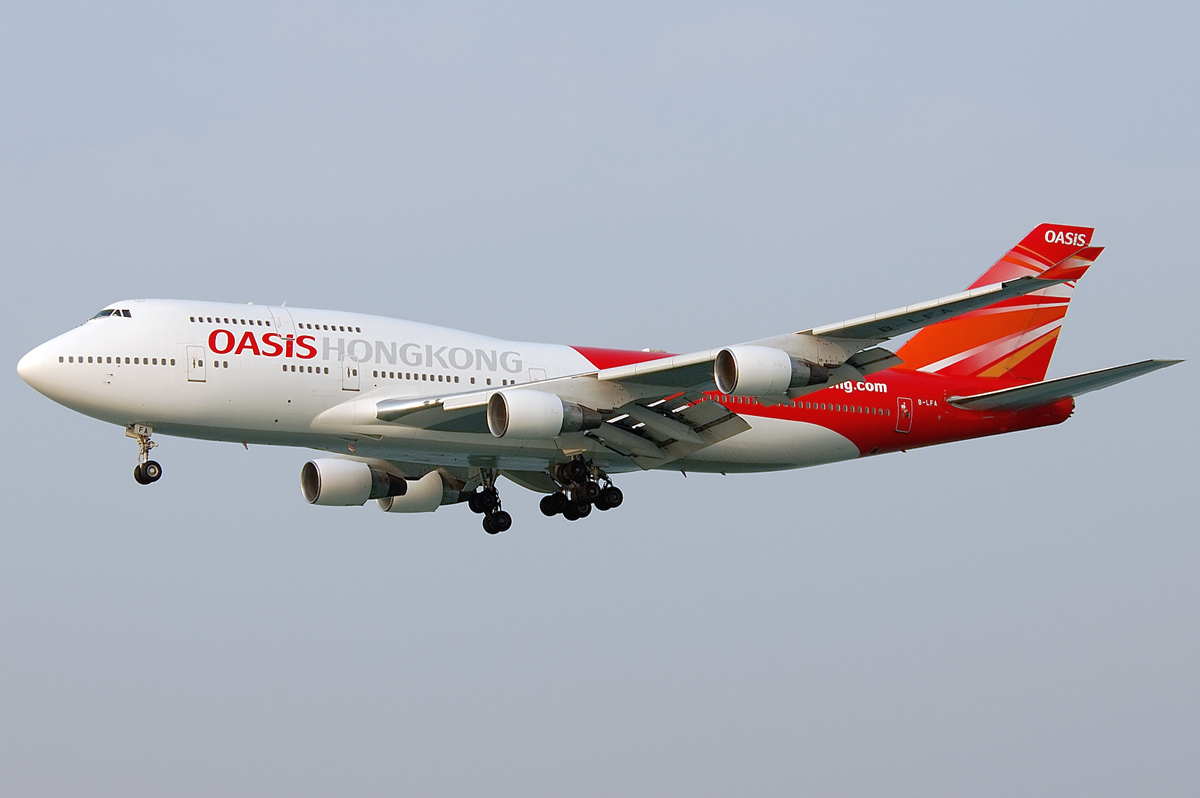
오아시스 홍콩 항공의 보잉 747-400
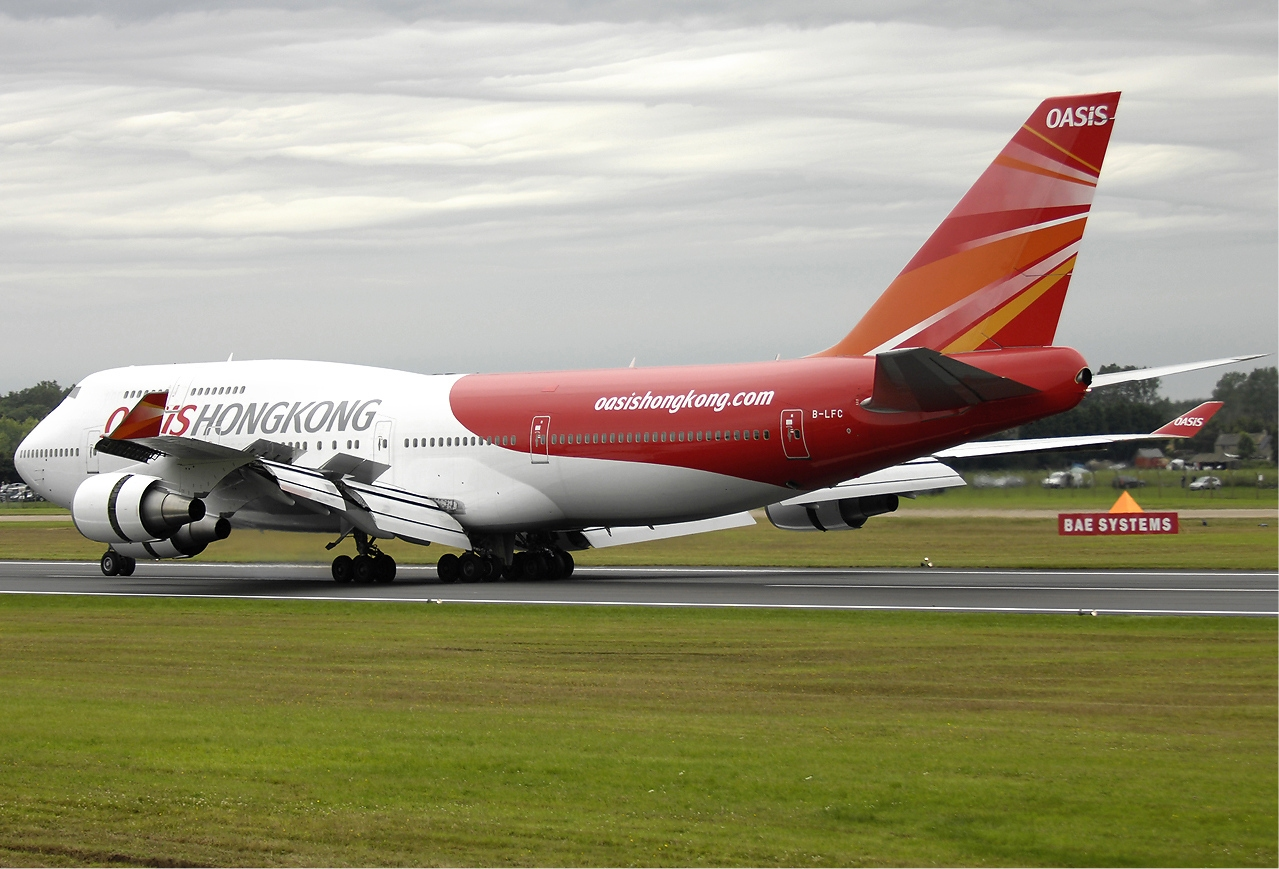
오아시스 홍콩 항공의 보잉 747-400